# Yuri Slezkine
Yuri Slezkine (en russe : Юрий Слезкин) (né le 7 février 1956) est un historien et anthropologue américain d'origine russe. Il enseigne l'Histoire de la Russie. Il est le directeur de l'Institut des études slaves, est-européennes et eurasiennes de l'Université de Californie à Berkeley. Il est surtout célèbre pour son livre Le Siècle juif.

## Biographie
Yuri Slezkine grandit dans une famille de l'intelligentsia russe ; l'une de ses deux grands-mères était issue de la noblesse russe, tandis que l'autre avait des ancêtres juifs. Il apprend l'anglais avec la BBC et les romans de Charles Dickens. Après des études littéraires, il obtient son diplôme d’interprète de université d'État de Moscou.
Il sort pour la première fois d'URSS pour travailler comme interprète au Mozambique, puis retourne à Moscou pour y travailler comme traducteur de portugais. Il séjourne en 1982 à Lisbonne avant d'émigrer à Austin, au Texas, l'année suivante. Il enseigne alors le russe à l'université du Texas à Austin.
Il prépare une thèse de doctorat en histoire sur les relations entre les peuples autochtones de la toundra arctique et la Russie, et en tire un livre intitulé Artic Mirrors.
Yuri Slezkine coécrit un ouvrage intitulé In The Shadow of The Revolution sur les femmes russes entre 1917 et la Seconde Guerre mondiale.
Travaillant sur le projet de décrire l'élite dirigeante de l'Union soviétique dans les années 1930, Yuri Slezkine enquête sur un immeuble et découvre que la plupart de ses habitants étaient juifs. Il remonte alors le fil de leur histoire et publie en 2004 le fruit de ses recherches dans Le Siècle juif. Il place en particulier les juifs au centre des trois idéologies qui ont dessiné le XXe siècle : le libéralisme, le communisme et le nationalisme. L'auteur avance notamment « que, loin d’avoir été persécutés par la Révolution bolchévique, les Juifs en ont souvent été parmi les principales chevilles ouvrières. ». Ils lui ont apporté « une ferveur messianique, née d’un rejet des formes classiques du judaïsme ». En dépit de son titre et de son propos, « la tonalité générale de l’ouvrage privilégie l’approche non-exceptionnaliste et anti-essentialiste de l’identité juive et des identités ethniques en général. ». Il a remporté de nombreux prix, dont le National Jewish Book Award.
En 2008, Yuri Slezkine est élu à l'Académie américaine des arts et des sciences. Il est l'un des douze auteurs américains invités à l'édition 2009 du festival Les Belles Étrangères.
Il travaille actuellement à la Hoover Institution de l'université Stanford.